# Conchylia rhabdocampa
Conchylia rhabdocampa là một loài bướm đêm trong họ Geometridae.